# Stamperdrager
De stamperdrager of gynofoor is een steeltje waar de stamper op staat ingeplant. Hierdoor staat de stamper hoger dan de inplantingsplaats van de andere bloemonderdelen.
Soorten uit de onderklasse Rosidae, zoals knikkend nagelkruid, hebben bloemen met een stamperdrager evenals soorten uit de geslachten Telopea en Brachychiton. Een stamperdrager komt ook voor bij de kattenstaart en bij vele kruis-, zoals Cleome gynandra, en vlinderbloemigen. Bij Cleome longipes, die in Peru voorkomt, is de stamperdrager zelfs 30 cm lang. De vorm van de vrucht bij de Rosidae wordt bepaald door de gynofoor.
Bij de pinda (Arachis hypogaea) verlengt de gynofoor zich na de bevruchting tot 4 - 7 cm en boort zich met de punt in de grond.
De bloembodem of bloemas (receptaculum) is het al of niet verbrede eind van de bloemsteel of stengel, waarop alle delen van de bloem staan ingeplant. In de regel is dit stengeldeel zo kort, dat de leden en de knopen niet te onderscheiden zijn.  Als het stengellid tussen de meeldraden en stamper verlengd is, noemt men dit verlengde gedeelte de stamperdrager of gynofoor.

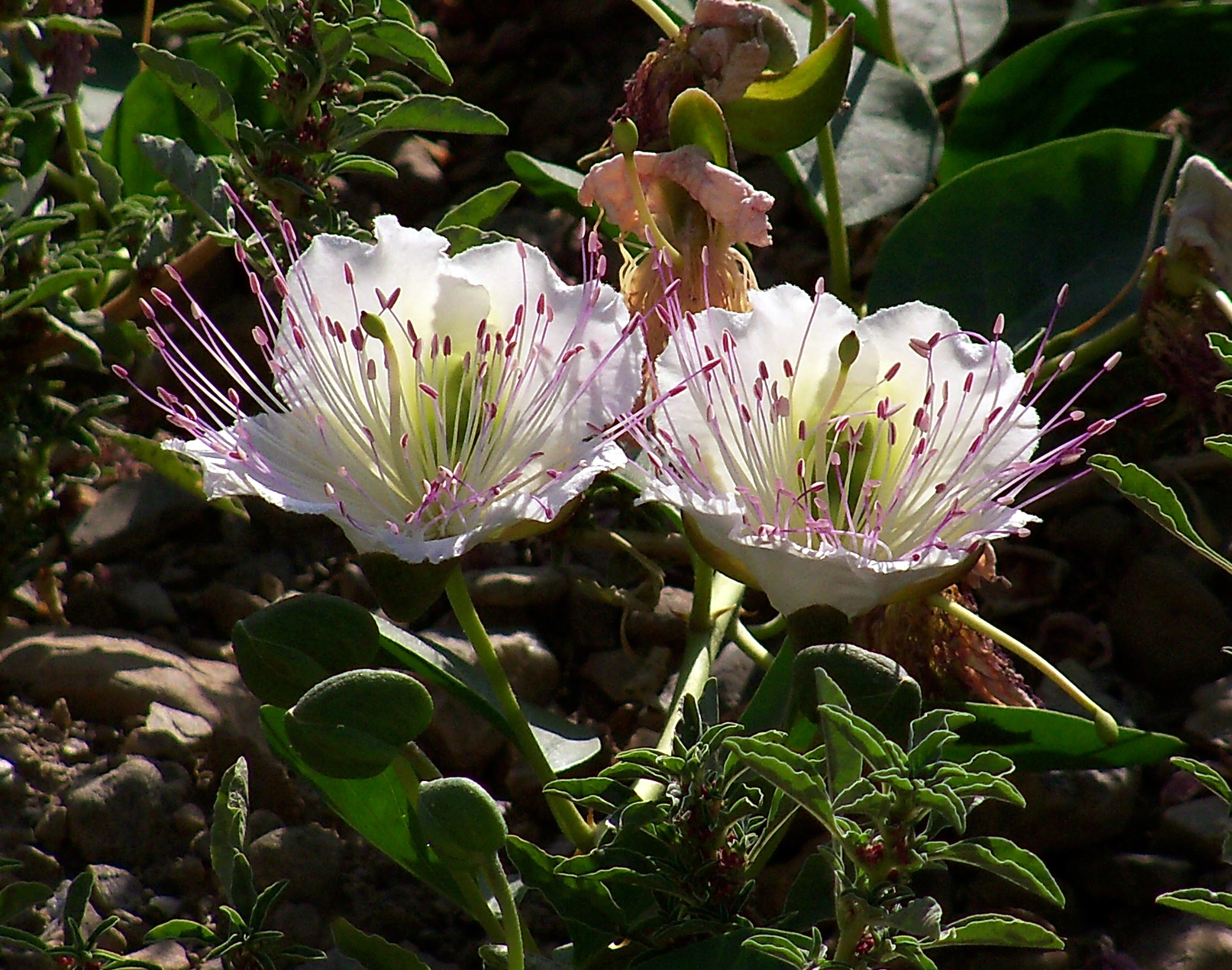
Kappertjesplant met gynofoor
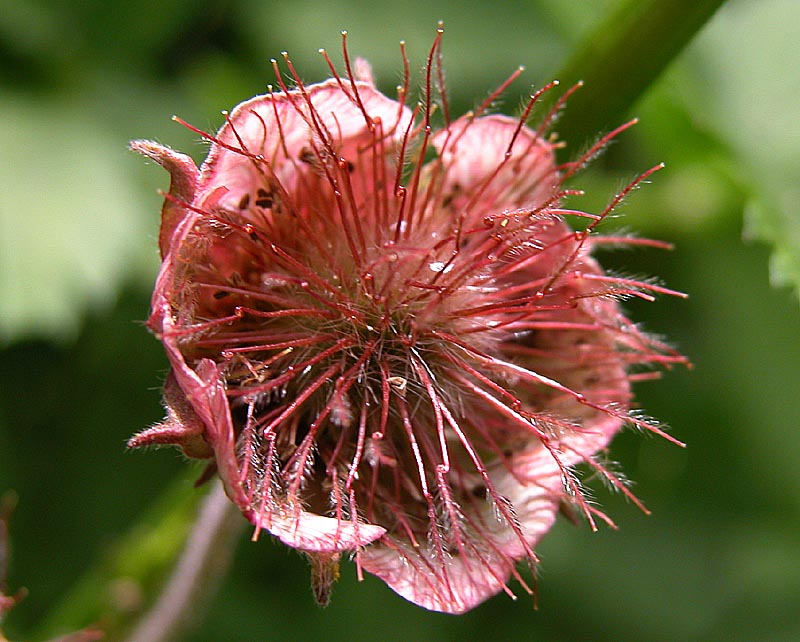
Knikkend nagelkruid met gynofoor
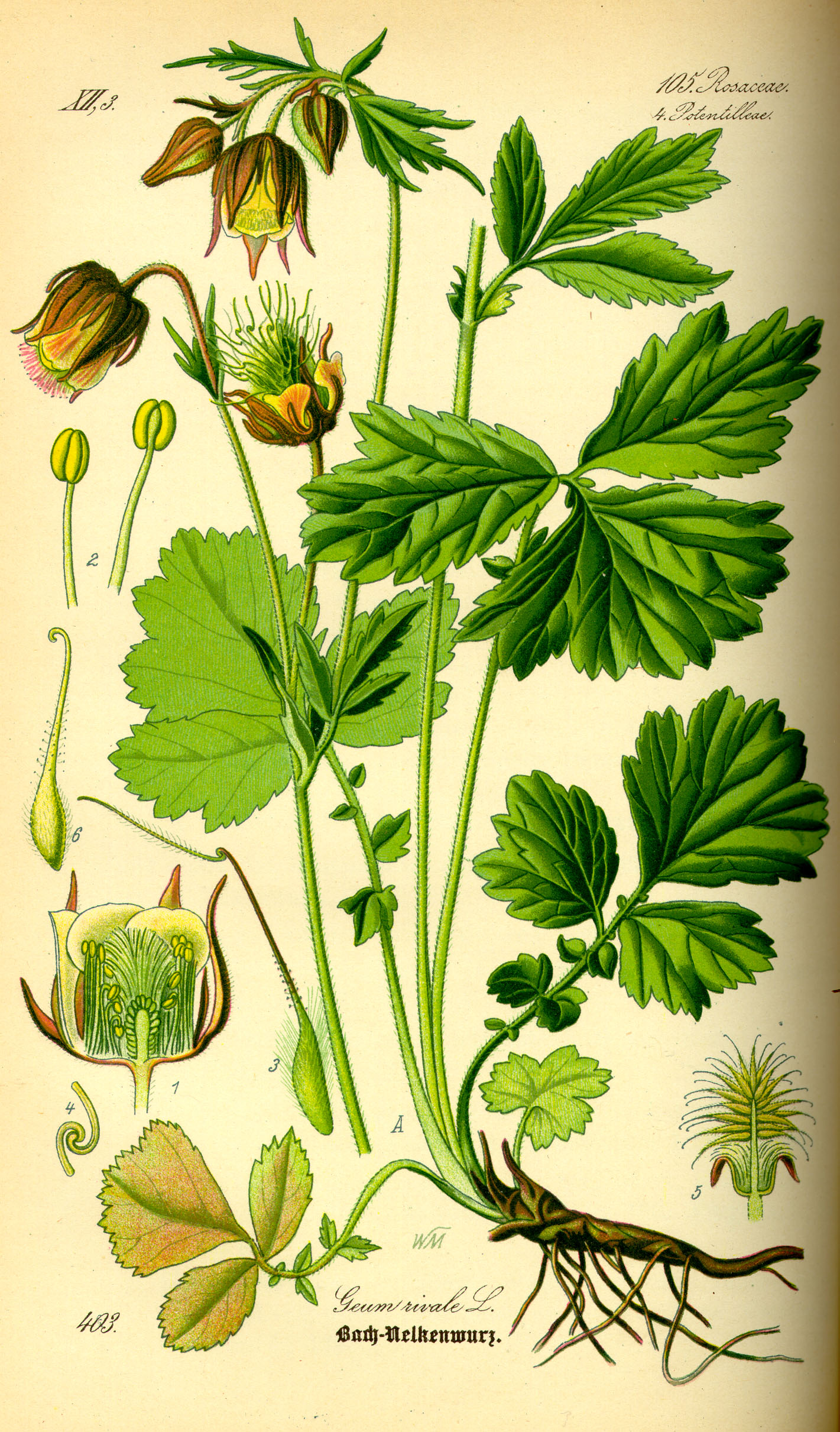
Illustratie van knikkend nagelkruid. De gynofoor is te zien bij 5.
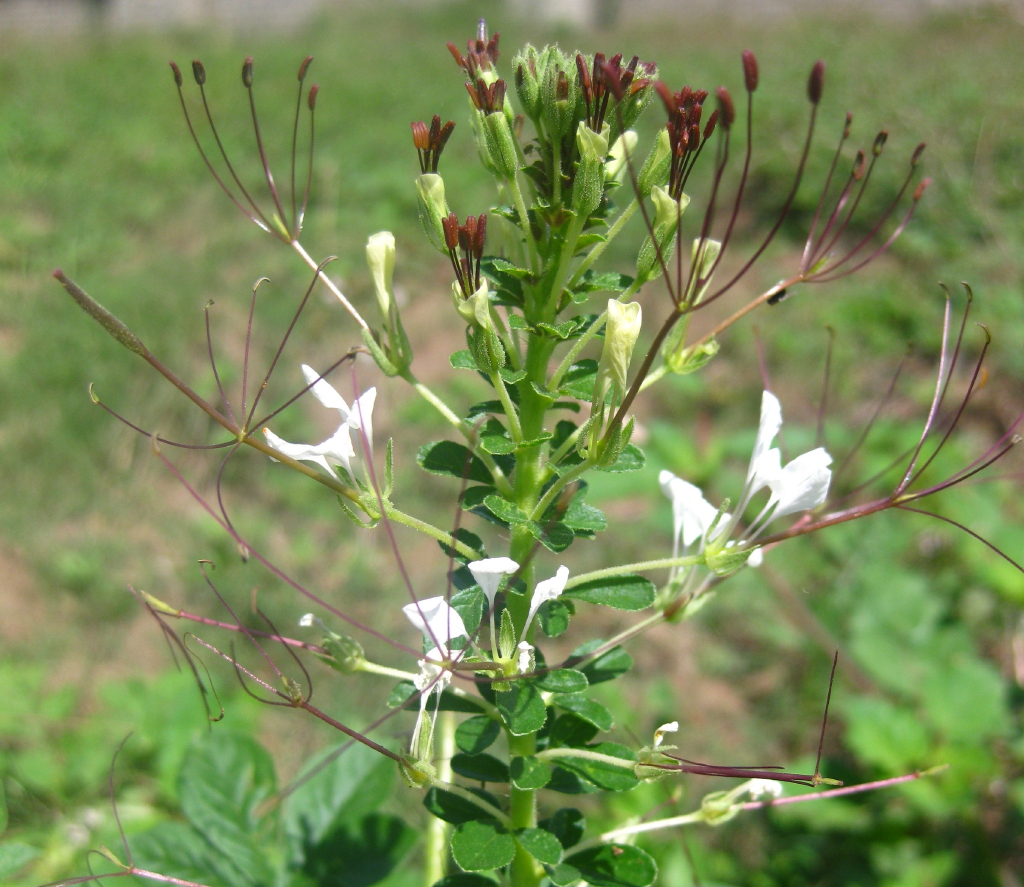
Cleome gynandra met gynofoor (middelste, linkse bloem)

Stamperdrager of gynofoor
Androgynofoor
Anthofoor
Meeldraaddrager of androfoor
Een gesteeld vruchtbeginsel (carpofoor en stempelvoet)